# Parlami d'amore (film 2002)
Parlami d'amore (Parlez-moi d'amour) è un film del 2002 diretto da Sophie Marceau.
Commedia romantica scritta e diretta dalla popolare attrice francese Sophie Marceau, al suo primo lungometraggio da regista.